# Katia Piccolini
Katia Piccolini (L'Aquila, 15 gennaio 1973) è un'ex tennista italiana.
Tre volte campionessa italiana (1990, 1991 e 1992), vanta un titolo WTA (San Marino nel 1991, vinto in finale contro Silvia Farina Elia), e due medaglie d'oro ai XI Giochi del Mediterraneo, disputati ad Atene nel 1991, dove vinse sia nel singolo che nel doppio. La vittoria ad Atene le consentì di partecipare alle successive Giochi olimpici di Barcellona 1992, dove fu eliminata al primo turno da Nicole Bradtke
Ha vinto anche sette titoli minori ITF: Sezze nel 1992 e 1993, Subiaco nel 1988, Napoli nel 1990, Arzachena nel 1991, Acireale nel 1992 e Fiumicino nel 1998.
Si ritirò una prima volta nel 1994, per fare però ritorno al tennis nel 1997. Ha definitivamente lasciato l'agonismo nel 1999.